# Lazarus Bendavid

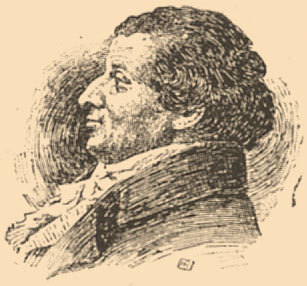
Lazarus Bendavid

Lazarus Bendavid (n. 18 octombrie 1762 la Berlin – d. 28 martie 1832 la Berlin) a fost un matematician și filozof german.

## Biografie
S-a născut la Berlin într-o familie de origine ebraică.
La început, a fost șlefuitor de sticlă, dar, ca autodidact, studiază atât de intens matematica, încât ajunge să țină lecții și conferințe publice.
La Göttingen studiază fizica, chimia și aprofundează filozofia lui Kant.
Își continuă studiile la Viena, dar datorită ideilor sale referitoare la kantianism, este nevoit să se retragă la castelul grofului B. Harrach.
Și aici își continuă expunerile referitoare la filozofia lui Kant.
Reîntors la Berlin, în timpul ocupației franceze, a redactat un ziar cu caracter politic (1797).

## Scrieri
- Vorlesungen über die Kritik der reinen Vernunft (1795)
- Über den Ursprung unserer Erkenntnis (1801), lucrare premiată de Academia din Berlin.

1. 1 2 3  Autoritatea BnF, accesat în 10 octombrie 2015
2. ↑  Czech National Authority Database, accesat în 23 noiembrie 2019